# 阿德里安娜·弗兰奇
阿德里安娜·弗兰奇（英語：Adrianna Franch，1990年11月12日—），美国女子足球运动员，场上位置是守门员。她曾代表美国国家队参加2020年夏季奥林匹克运动会足球比赛，获得一枚铜牌。